# Secqueville et Hoyeau
 (janvier 2014).
Si vous disposez d'ouvrages ou d'articles de référence ou si vous connaissez des sites web de qualité traitant du thème abordé ici, merci de compléter l'article en donnant les références utiles à sa vérifiabilité et en les liant à la section « Notes et références ».
Pour les articles homonymes, voir Secqueville.
Pour l’article ayant un titre homophone, voir Hoyau.
Secqueville et Hoyeau est un constructeur français d'automobiles qui a existé de 1919 à 1924.

## Histoire
Cette société, créée pendant la Première Guerre mondiale, s'est d'abord distinguée dans la production de moteurs d'avion à cylindres en étoile SHK ainsi que l'usinage du Bugatti U16 aviation. Parallèlement, les dirigeants de la société travaillaient à la conception d'une voiture et après l'armistice, la production destinée à l'aviation fut arrêtée pour se consacrer à la sortie de la voiture 10CV.
La qualité des outils industriels, la maîtrise et les procédures d'assemblage utilisés en aéronautique ont permis de construire une voiture de qualité dotée d'une technique très moderne pour l'époque : voiture légère - moteur nerveux et souple à haute vitesse de rotation - boîte 4 vitesses - tambours de freins ventilés - protection par carters des pièces mobiles (cardans, liaisons aux roues)- pignons en acier traité pratiquement inusable.
La société sera contrainte d'arrêter son activité six ans après sa création mais laissera à la postérité quelques modèles dont l'un parfaitement rénové et entretenu se trouve aux États-Unis.